# Celebothemis delecollei
Celebothemis delecollei – gatunek ważki z rodziny ważkowatych (Libellulidae); jedyny przedstawiciel rodzaju Celebothemis. Endemit Celebesu.